# Medalla Conmemorativa del 100.º Aniversario de las Fuerzas Armadas de la República de Bielorrusia
La Medalla Conmemorativa del 100.º Aniversario de las Fuerzas Armadas de la República de Bielorrusia (en bielorruso: Юбілейны медаль «100 год Узброеным Сілам Рэспублікі Беларусь») es una condecoración estatal de la República de Bielorrusia, establecida el 28 de septiembre de 2017 por el Decreto n.º 356 «Sobre el Establecimiento de la Medalla Conmemorativa del 100.º Aniversario de las Fuerzas Armadas de la República de Bielorrusia». Para galardonar a los miembros de la Fuerzas Armadas de Bielorrusia.

## Criterios de concesión
La Medalla Conmemorativa del 100.º Aniversario de las Fuerzas Armadas de la República de Bielorrusia se otorga a:
- Personal militar al servicio de las Fuerzas Armadas de Bielorrusia (con excepción de los reclutas) que hayan logrado altos resultados en actividades oficiales;
- Veteranos de la Gran Guerra Patria, veteranos de las Fuerzas Armadas, funcionarios de los órganos estatales de Bielorrusia y de otros países, así como otras personas que hayan realizado una contribución significativa al fortalecimiento de las capacidades de defensa de la república y a la construcción de las Fuerzas Armadas.

La insignia de la medalla se lleva en el lado izquierdo del pecho y, en presencia de otras órdenes y medallas de Bielorrusia, se coloca justo después de la Medalla Conmemorativa del 90.º Aniversario de las Fuerzas Armadas de la República de Bielorrusia.
La persona encargada de entregar la medalla es el ministro de Defensa o en su nombre alguno de los viceministros de Defensa, comandantes de la Fuerza Aérea y tropas de defensa aérea, fuerzas de operaciones especiales de las Fuerzas Armadas, tropas de comandos operativos, comandantes de formaciones y unidades militares, jefes de instituciones educativas militares o jefes de organizaciones de las Fuerzas Armadas.

## Descripción
Es una medalla de cuproníquel (aleación de cobre y níquel) plateada con forma circular de 33 mm de diámetro y con un borde elevado por ambos lados.
En el anverso de la medalla, en el lado exterior a lo largo de la circunferencia de la medalla se puede observar la inscripción «Son leales a su tierra natal» (en bielorruso, «Сэрцам адданыя роднай зямлі»), en el centro del círculo hay una imagen en relieve del Emblema de las Fuerzas Armadas de Bielorrusia rodeada por una corona de hojas de roble y laurel doradas, debajo, en una cinta dorada ondulada y curva, está la inscripción «1918-2018».
En el reverso de la medalla, alrededor de la circunferencia hay una media corona de ramas de laurel de plata con una cinta curva en la base y en su parte superior está la inscripción «República de Bielorrusia» (en bielorruso, «Рэспубліка Беларусь») . Debajo de la inscripción está la estrella roja del Ejército Rojo de Obrero y Campesino en rayos plateados y debajo se puede ver la inscripción en tres líneas «100 años de las Fuerzas Armadas» (Узброеным Сілам 100 год).
La medalla está conectada con un ojal y un anillo a un bloque pentagonal cubierto con una cinta muaré de seda verde (oliva) de 24 mm de ancho con dos franjas longitudinales rojas a lo largo de los bordes de 2 mm de ancho. Ubicado verticalmente en el medio de la cinta hay un adorno tradicional bielorruso de color dorado.